# トニー・ランデル
トニー・ランデル（Tony Randel、1956年5月29日 - ）は、アメリカ合衆国の映画監督、編集技師。カリフォルニア州ロサンゼルス出身。

## 人物
ロジャー・コーマンのニューワールド・ピクチャーズで編集技師として働き、ポストプロダクション部門の責任者となる。
ニューワールド・ピクチャーズでランデルの部下だったジェームズ・メルコニアンはランデルについて、編集と映画製作全般の知識が豊富な人物と評している。
。

## 主な参加作品
特記の無いものは監督としての参加。
- ゴジラ1985 Godzilla 1985 （1985年） - 製作・脚本（ノンクレジット）[3]
- ヘル・レイザー Hellraiser （1987年） - 編集
- ヘルレイザー2 Hellbound: Hellraiser II （1988年）[3]
- ヘルレイザー3 Hellraiser III: Hell on Earth （1992年） - 脚本
- アミティヴィル1992 Amityville: It's About Time （1992年）
- ティックス Ticks （1993年）[3]
- 北斗の拳 Fist of the North Star （1995年）[3]
- パワーレンジャー・イン・スペース Power Rangers in Space（1998年）※2話担当
- ダイナクロコvsスーパーゲイター Fist of the North Star （2010年） - 編集[3]
- スパイダー・パニック!2012 Camel Spiders （2011年） - 編集
- ピラナコンダ Piranhaconda （2012年） - 編集